# Guido Krause
Guido Krause (* 27. März 1964) war Fußballspieler beim 1. FC Magdeburg, für den er von 1982 bis 1991 in der DDR-Oberliga, der höchsten Fußballklasse des ostdeutschen Fußballverbandes, spielte.
Mit sieben Jahren begann Guido Krause in der Knabenmannschaft des 1. FC Magdeburg Fußball zu spielen. Er durchlief alle obligatorischen Nachwuchsmannschaften, bis er zur Saison 1982/83 noch als Schüler in den Kader der Oberligamannschaft als nomineller Stürmer aufgenommen wurde. Obwohl er bereits am 18. September 1982 im Pokalspiel bei Stahl Brandenburg in der 1. Mannschaft zum Einsatz gekommen war, musste er auf seinen ersten Oberligaeinsatz bis zum 16. April 1983 warten. In der Begegnung des 21. Spieltages Chemie Böhlen – 1. FCM wurde er in 86. Minute für Jürgen Pommerenke eingewechselt. Ansonsten spielte Krause für den FCM in der Nachwuchsoberliga. Zur Saison 1983/84 wurde die Nachwuchsoberliga aufgelöst, und deren Mannschaften wurde als 2. Mannschaft in die jeweilige drittklassige Bezirksliga eingegliedert. Krause wurde für die Mannschaft 1. FC Magdeburg II nominiert, trotzdem wurde er in dieser Spielzeit auch sechsmal in der Oberliga aufgeboten. Er kam jedoch wieder nur in allen Spielen als Einwechselspieler zum Einsatz. In den Spielzeiten 1984/85 bis 1986/87 war Krause zur BSG Motor Schönebeck ausdelegiert, mit der er von 1986 bis 1987 in der zweitklassigen DDR-Liga spielte. Im Sommer kehrte Krause zum 1. FC Magdeburg zurück, wurde zunächst für die 2. Mannschaft nominiert, absolvierte aber auch wieder fünf Punktspiele mit der Oberligamannschaft. Er stand zwar stets in der Anfangself, spielte aber nie über die vollen 90 Minuten. Erst in der Saison 1988/89 tauchte er wieder im offiziellen Oberliga-Kader, nun als Sportstudent geführt, als Stürmer auf. Inzwischen 24 Jahre alt, schien bei ihm der Knoten geplatzt zu sein, denn er kam in dieser Spielzeit auf zehn Erstligaspiele. Am 20. Spieltag, in der Begegnung 1. FCM – Energie Cottbus, bestritt er sein einziges 90-Minuten-Spiel in der DDR-Oberliga. 1989/90 war Krauses letzte Saison in der DDR-Oberliga, er kam noch einmal in zehn Punktspielen zum Einsatz, wieder nur als Wechselspieler. Innerhalb von acht Jahren kam er damit auf insgesamt 32 DDR-Oberliga-Spiele, dabei erzielte er zwei Tore. Zu Beginn der Saison 1991/92 bestritt Krause noch fünf Spiele in der damals drittklassigen NOFV-Oberliga, anschließend tauchte er im höherklassigen Fußball nicht mehr.
Übersicht der DDR-Oberliga-Einsätze:
| 1982/83: | 01 Spiel,  | 04 Minuten                   |
| 1983/84: | 06 Spiele, | 106 Minuten                  |
| 1987/88: | 05 Spiele, | 281 Minuten                  |
| 1988/89: | 10 Spiele, | 419 Minuten (einmal 90 min.) |
| 1989/90: | 10 Spiele, | 148 min.                     |